# Орден Железной короны (Австрия)
Орден Железной короны — государственная награда Австрийской империи (в дальнейшем — Австро-Венгрии), учреждённая в 1816 году. Ранее существовал орден под тем же названием, учреждённый Наполеоном в качестве награды марионеточного Королевства  Италии, и вручавшийся в 1805—1814 годах.  Название обоих орденов отсылает к средневековому артефакту — лангобардской (в дальнейшем — ломбардской) Железной короне.

## История
В январе 1816 года император Австрии Франц I восстановил (фактически, учредил заново) орден Железной Короны, упразднённый вместе с Королевством Италия двумя годами ранее.
Из числа прежних кавалеров, право ношения орденских знаков было сохранено только за дворянами. Награждённые из третьего сословия не были признаны полноценными кавалерами, и вместо ордена им был вручена медаль. 
Австрийский орден имел три степени. Согласно уставу, число кавалеров ордена не должно было превышать 100 человек: 20 кавалеров первой степени, 30 — второй, и 50 – третьей степени. Однако, скоро это предписание было отменено, и к 1856 году число награжденных приблизилось к 2 000. К концу Первой мировой войны, за счёт награждения отличившихся генералов и офицеров, орден стал ещё более распространённым. За боевые заслуги вручались знаки ордена с мечами, за гражданские — без мечей.
Первоначально знаки всех трёх степеней ордена полагалось возвращать в казну после смерти награжденных,  поскольку считались государственной собственностью. Однако, указом от 18 июля 1884 года наследникам кавалером ордена Железной короны III степени  было разрешено оставлять орденские знаки у себя. 
После распада Австро-Венгрии в 1918 году вручение ордена было прекращено.

## Знаки ордена
Знак австрийского ордена Железной короны представлял собой миниатюрное реалистичное изображение Железной короны, увенчанное двуглавым  австрийским орлом, который в свою очередь был увенчан Австрийской короной. В лапах орёл держал меч и державу, а на груди у него располагался щит тёмно-синей эмали с вензелем «F» (Франц). На обратной стороне орденского знака имелся аналогичный щит с датой «1815».
Орденская звезда была восьмиконечной. В центре звезды располагался круглый золотой медальон с каймой голубой эмали. В центре медальона находилось изображение Железной короны, а на кайме медальона — девиз ордена: AVITA ET AUCTA («Унаследует и Преумножит»).
Орденская лента была жёлтой с тонкими синими полосами по краям (вместо жёлтой с зелёными полосами у наполеоновского ордена).
Инсигнии первой степени ордена включали в себя знак, цепь, звезду и ленту. Знак ордена носился кавалерами первой степени на ленте и дополнялся звездой, а в особо торжественных случаях — на орденской цепи, со звездой (без ленты). 
|                    |                   |                  |
| Степени            |                   |                  |
| Кавалер III класса | Кавалер II класса | Кавалер I класса |

## Галерея

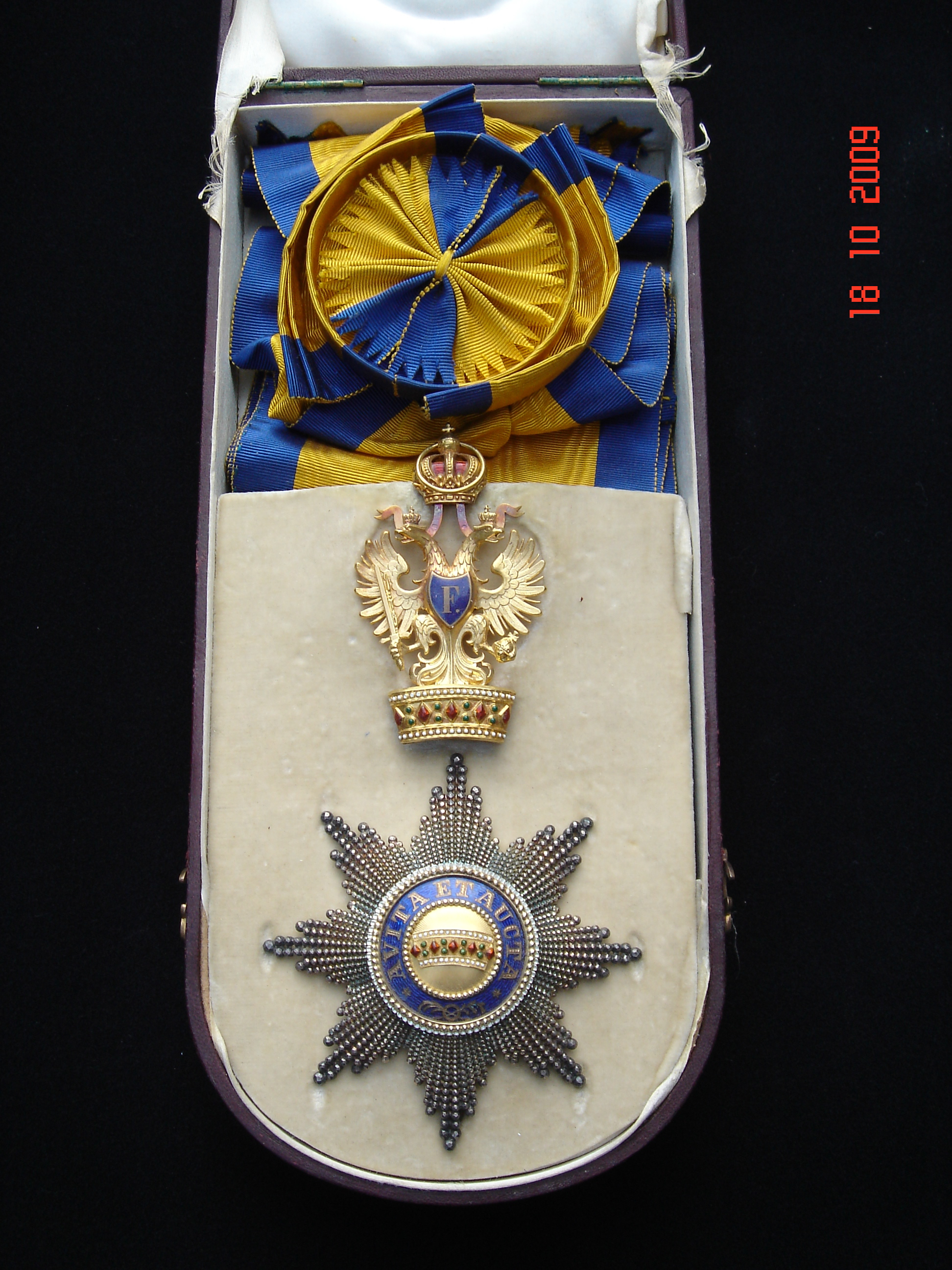
Знаки 1-й степени. Австро-Венгрия
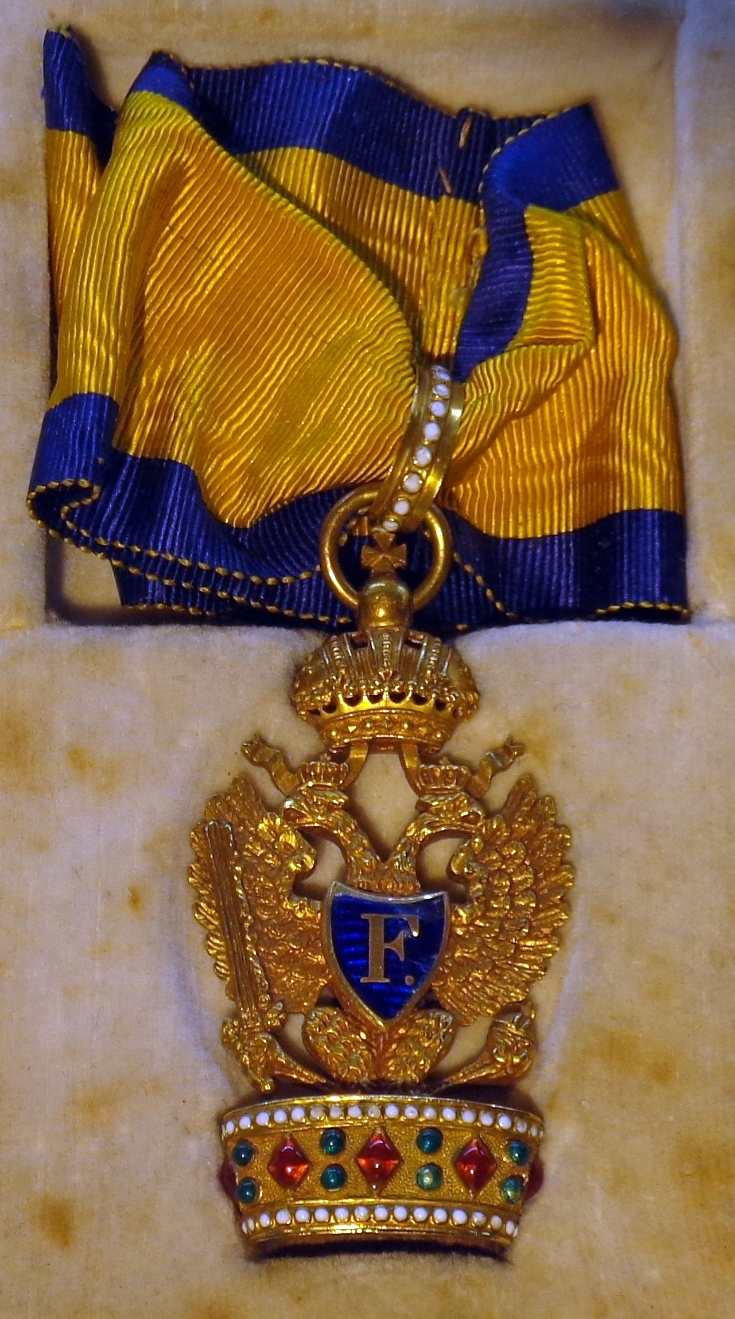
Знак 2-й степени. Австрийская империя, 1-я половина XIX века
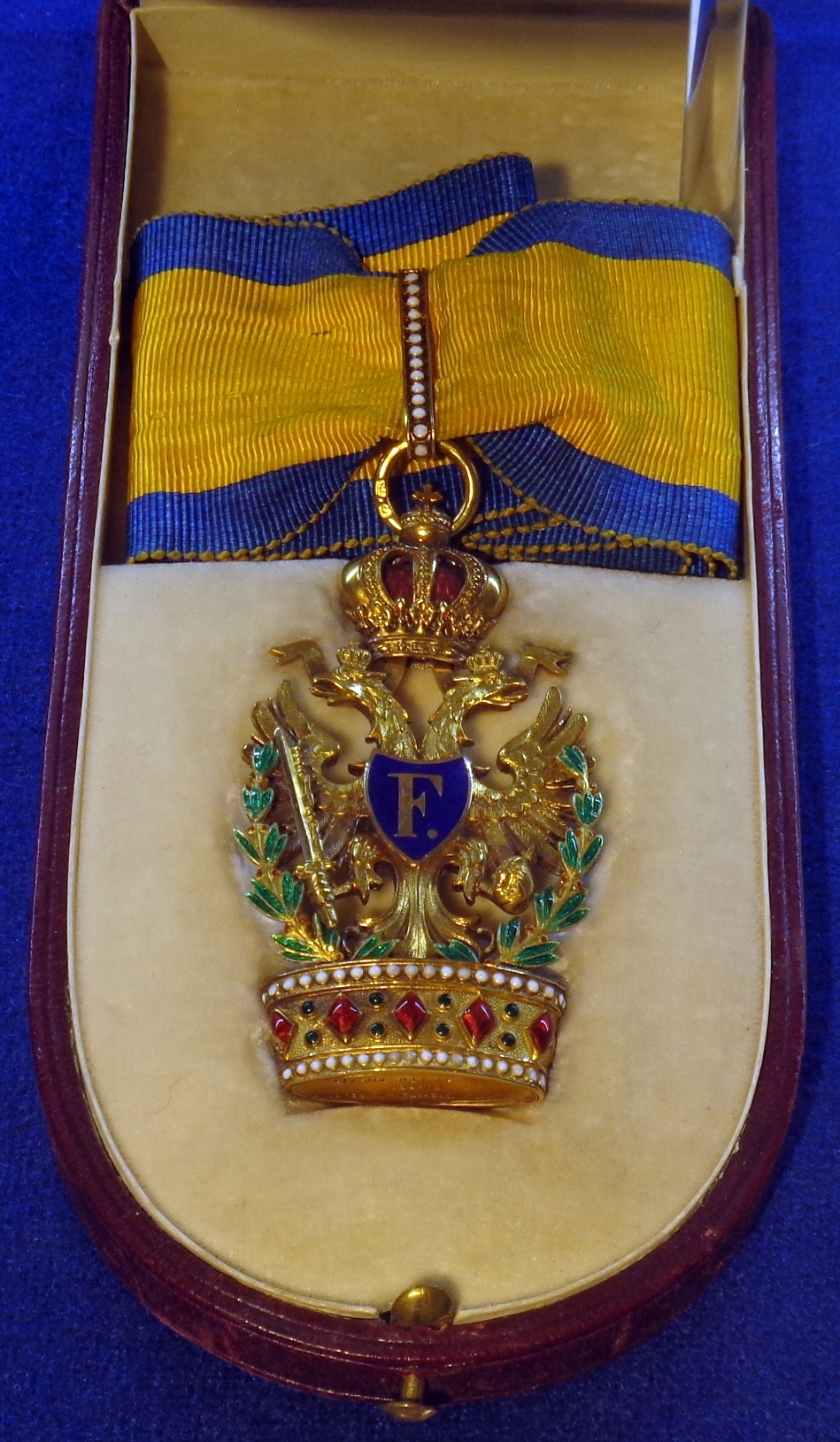
Знак 2-й степени с военным отличием. Австро-Венгрия, 1915 год
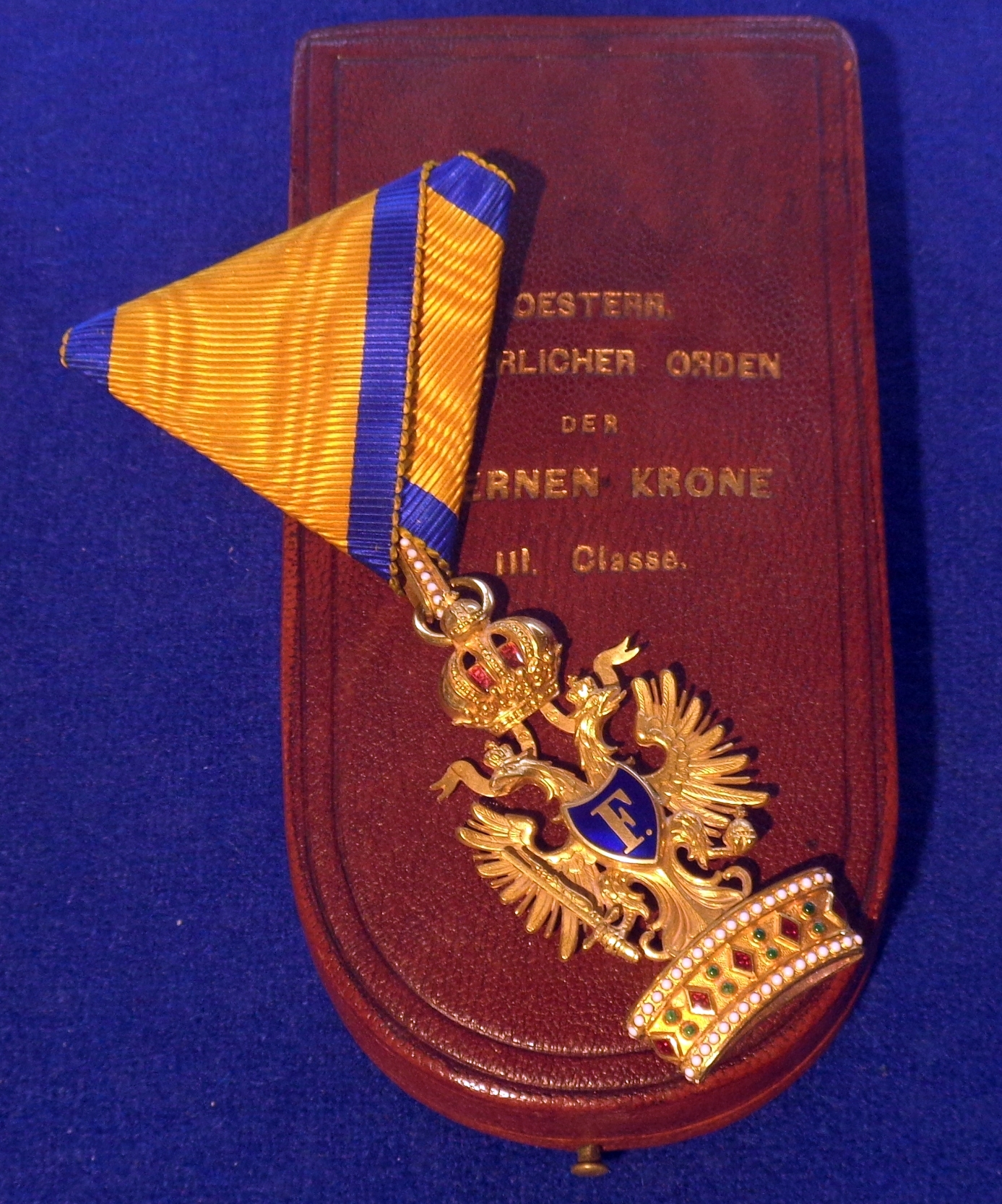
Знак 3-й степени. Австро-Венгрия, конец XIX века